# 龟石水库
龟石水库位于中国广西壮族自治区贺州市钟山县和富川瑶族自治县之间，是以灌溉、发电为主，兼有防洪、养殖等功能的大（二）型水库。坝址位于钟山县，而库区则主要位于富川瑶族自治县。灌溉钟山县和八步区。